# Zamki i obwarowania miejskie w Gwynedd
Warowne zamki i mury obronne króla Edwarda I w dawnym księstwie Gwynedd (ang. Castles and Town Walls of King Edward in Gwynedd) – zespół budowli o charakterze militarnym położonych w księstwie Gwynedd, w Walii (Wielka Brytania).
Wszystkie obiekty są fundacjami Edwarda I Długonogiego – króla angielskiego panującego w latach 1272–1307. Fundacje te miały charakter militarny, głównym celem było umocnienie północnych obszarów Walii po podboju przez Anglię. Są to cenne przykłady architektury obronnej łączące formy romańskie z wczesnogotyckimi.
Spośród kilkunastu fundacji królewskich cztery zamki oraz sąsiadujące z nimi obwarowania miejskie zostały w 1986 wpisane do Światowego Dziedzictwa UNESCO. Są to:
1. Zamek w Beaumaris;
2. Mury obronne i zamek w Caernarfon;
3. Zamek w Conwy;
4. Zamek w Harlech;

Edward I zbudował lub rozbudował osiem zamków: Aberystwyth, Beaumaris, Builth, Caernarfon, Conwy, Flint, Harlech i Rhuddlan. Monarcha polecił odbudować zamki w Castell y Bere, Criccieth, Dolwyddelan oraz Caergwrle. Za panowania Edwarda I z fundacji możnowładców wzniesiono zamki w Chirk, Denbigh, Hawarden, Holt i Ruthin.

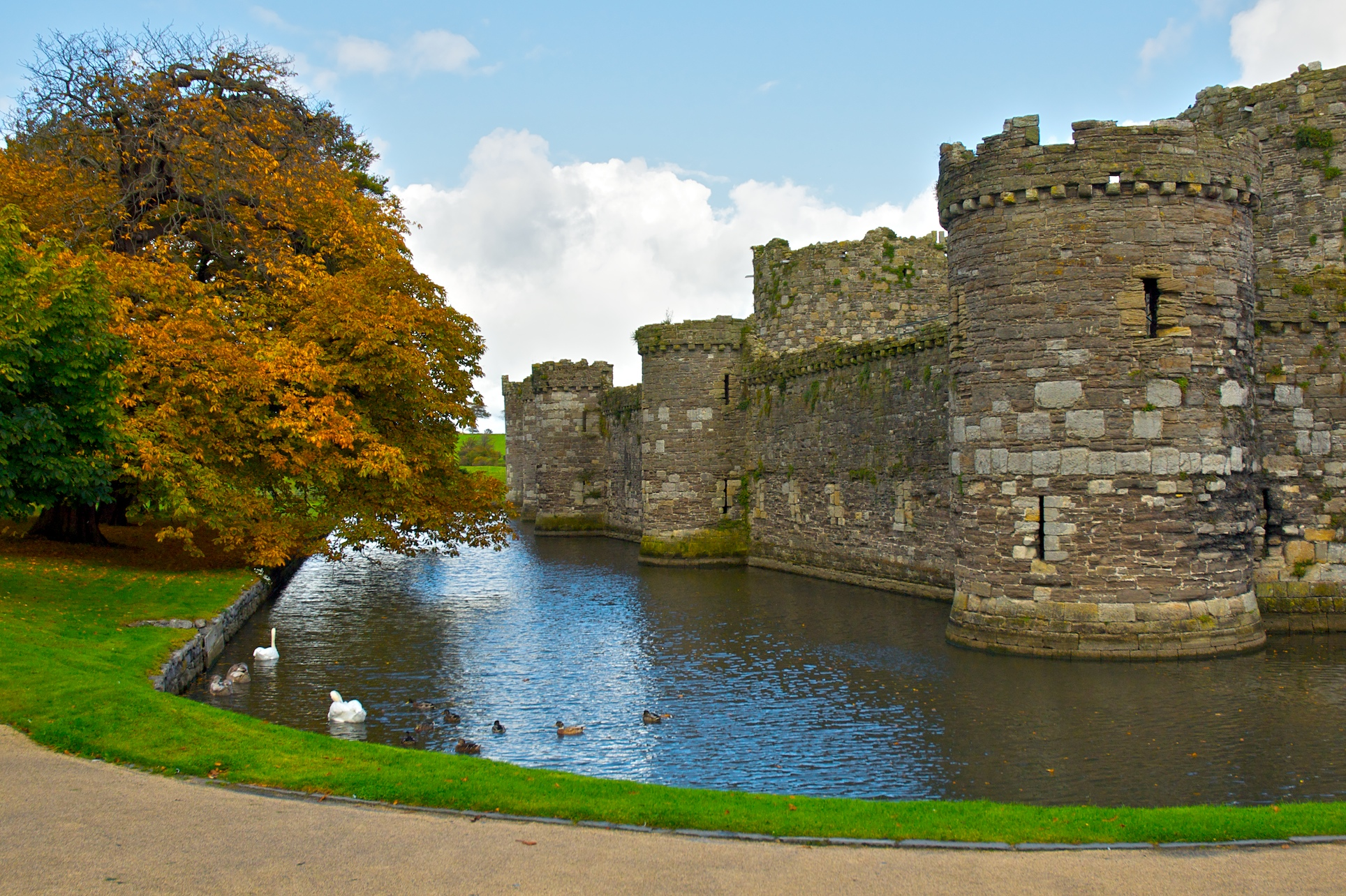
Zamek w Beaumaris
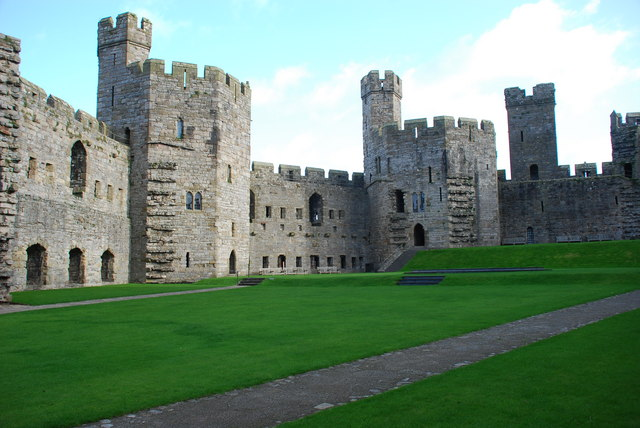
Zamek w Caernarfon
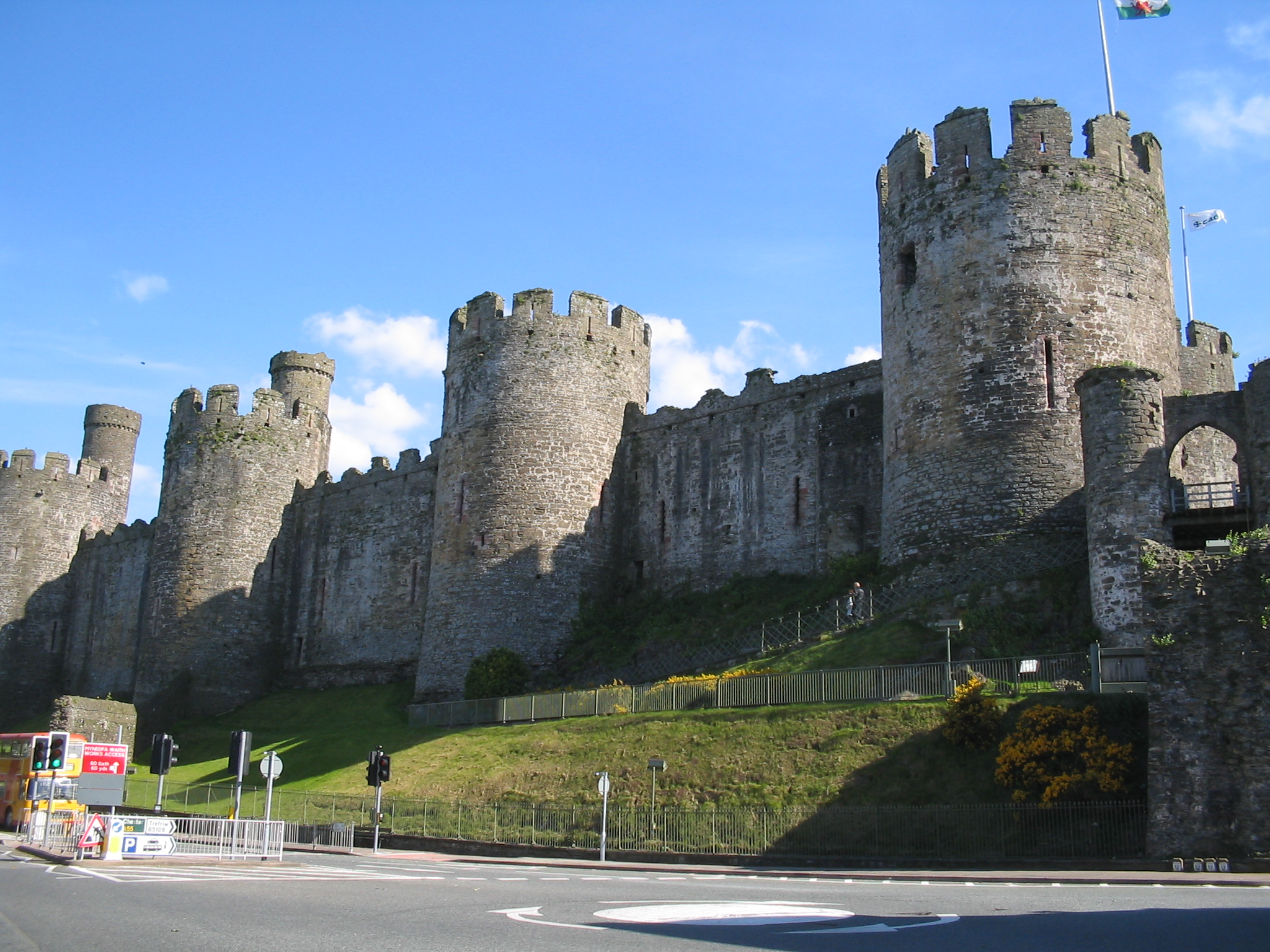
Zamek Conwy
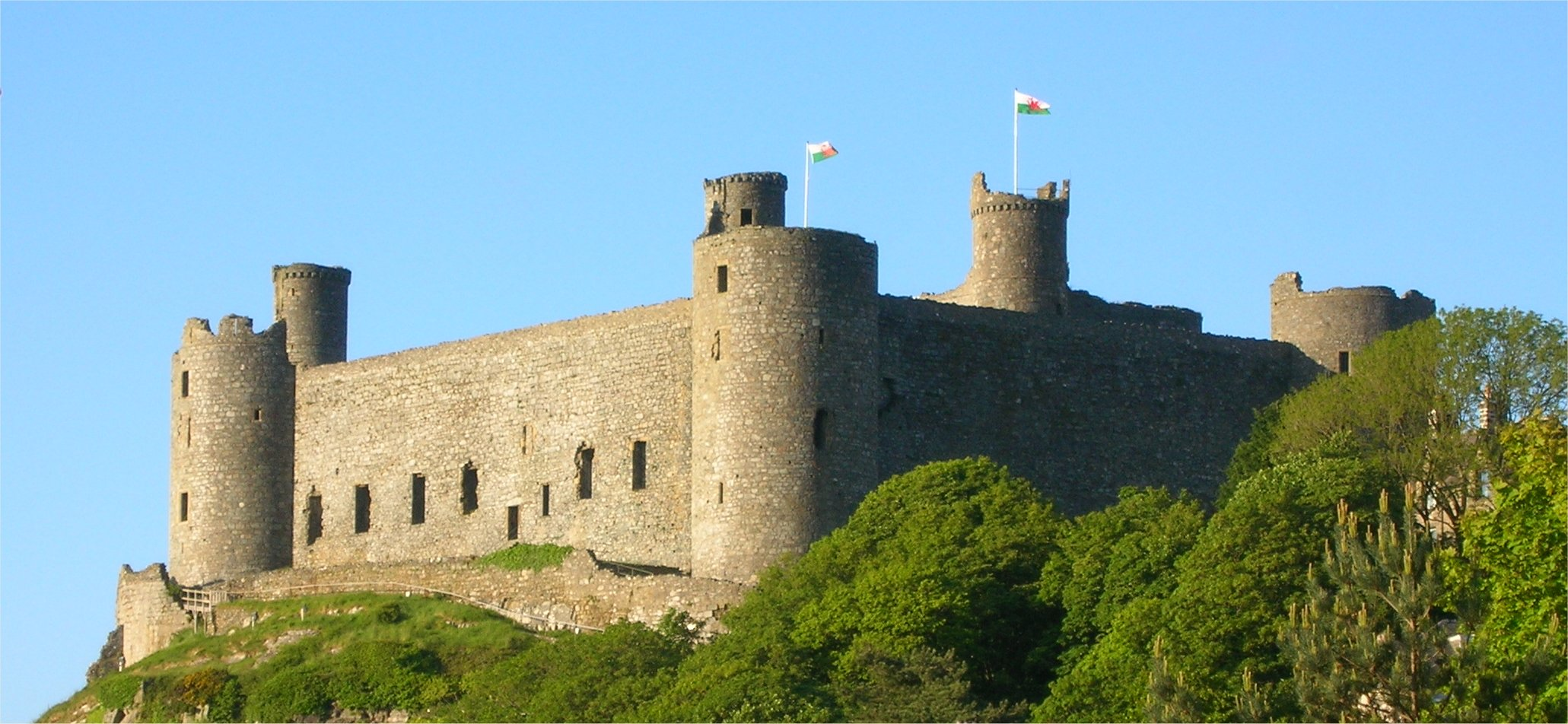
Zamek Harlech